# Ренье I (сеньор Монако)
Ренье I, или Раньери (фр. Rainier, итал. Ranieri; 1267, Генуя — 1314, Неаполь) — первый из рода Гримальди суверенный правитель территории, сейчас известной как Монако (с 8 января 1297 по 10 апреля 1301). Также носил титул сеньора де Канье, по имени городка, в котором он в 1309 устроил свою резиденцию (Шато Гримальди).
Раньеро — старший из трёх сыновей Ланфранко Гримальди, французского викария Прованса, и его жены Аурелии дель Карретто, которая вторым браком вышла замуж за племянника первого мужа — Франсуа Гримальди.
По документам Государственного архива Генуи, в 1289—1290 годах вместе с братом находился в генуэзских колониях в Крыму, участвуя там в торговых операциях Республики Св. Георгия.
Вместе с отчимом в 1297 году участвовал в захвате замка Монако, который удерживал 4 года. Это событие отражено в гербе Монако, где изображены два вооружённых монаха (Франсуа Гримальди проник в замок в монашеской одежде и открыл нападавшим ворота).
В 1304 году, после победы над фламандцами в битве при Зирикзе, Раньеро Гримальди был назначен адмиралом Франции.

## Семья и дети
Раньеро Гримальди был женат дважды. Первый раз — на Сальватике дель Карретто, дочери Джакомо дель Карретто, маркиза Финале. У них было четверо детей:
- Карл I, сеньор Монако
- Винчигерра, женат на Констанции Руффа
- Сальваджия, замужем за Габриэле Венто
- Лука, сеньор Виллафранка, был женат на Тедизе, дочери Даниэля Чибо, вторым браком — на Катарине Каррачиоли.

Вторым браком Раньеро женился на Андреоле Грильо. Детей у них не было.